# Här kommer natten
"Här kommer natten" är en sång från 1969 skriven av Pugh Rogefeldt. Den finns med på hans debutalbum Ja, dä ä dä (1969) och utgavs också som singel samma år. Rogefeldt har också spelat in en engelsk version under namnet "Here Comes the Night".

## Om sången
Låten spelades in i Metronome Studios i juni 1969 med Anders Burman som producent. Medverkade gjorde Rogefeldt på gitarr och sång, Jojje Wadenius på gitarr, bas och piano samt Janne "Loffe" Carlsson på trummor. Tekniker under inspelningen var Michael B. Tretow.
Under 1960-talet utvecklades en praxis att låtar med svensk text testades för Svensktoppen medan låtar med engelsk text (eller text på annat språk) testades för Tio i topp - oavsett om melodin var rockig, popig eller mer schlageraktig. Här kommer natten ansågs dock för tung för att testas för Svensktoppen, så det blev den första svenskspråkiga låten på åratal på Tio i topp. Därav uppkom föreställningen att Pugh Rogefeldt var den förste som sjöng pop eller rock på svenska..
"Här kommer natten" har spelats in av flera andra artister. Eldkvarn spelade in låten på livealbumet Cirkus Broadway 1989. Svante Thuresson tolkade låten på Vi som älskar och slåss (1998) och Marie Fredriksson på Min bäste vän (2006). Rockbandet Soniq Circus spelade in låten på samlingsalbumet Rökstenen. I den tredje säsongen av TV-programmet Så mycket bättre framförde Miss Li sången. Miss Lis version toppade Digilistan i november 2012.
Låten har inkluderats på en rad samlingsalbum, både Rogefeldts egna men även dylika med blandade artister. Den användes också i Lukas Moodyssons film Tillsammans (2000).

## Låtlista
Alla låtar är skrivna av  Pugh Rogefeldt.
1. "Här kommer natten"
2. "Dä ä bra, dä ä fint"

## Medverkande
- Anders Burman – producent
- Janne "Loffe" Carlsson – trummor
- Pugh Rogefeldt – gitarr, sång
- Michael B. Tretow – tekniker
- Jojje Wadenius – gitarr, piano, bas